# أندري فلاسوف
أندري أندرييفيتش فلاسوف (بالروسية: Андрéй Андрéевич Влáсов) وُلد في مقاطعة غاغينسكي بنيجني نوفغورود أوبلاست بالإمبراطورية الروسية بتاريخ 14 سبتمبر 1901 (بحسب التقويم الجديد أو 1 سبتمبر 1901 بحسب التقويم القديم)، وتوفي بموسكو في 2 أغسطس 1946 بعدما حُكم عليه بالإعدام شنقًا لانقلابه على الاتحاد السوفيتي وانضمامه لصفوف القوات النازية وتكوين جيش التحرير الروسي خلال الحرب العالمية الثانية.

## وصلات خارجية
- أندري فلاسوف على موقع IMDb (الإنجليزية)
- أندري فلاسوف على موقع الموسوعة البريطانية (الإنجليزية)
- أندري فلاسوف على موقع مونزينجر (الألمانية)
- It's Too Early To Forgive Vlasov, The St. Petersburg Times, November 6, 2001
- Congress of Russian Americans article on Vlasov